# 八剱洋一郎
八剱 洋一郎（やつるぎ よういちろう、1955年5月3日 - ）は、日本の実業家。AT&Tのアジア太平洋地域プレジデントや、ウィルコム代表取締役社長、SAPジャパン代表取締役社長、ワークスアプリケーションズ副社長執行役員、アルフレッサホールディングス取締役副社長、電気通信事業者協会副会長などを歴任した。

## 人物・経歴
東京都出身。茨城大学教育学部附属中学校、茨城県立水戸第一高等学校を経て、1978年、東京工業大学（のちの東京科学大学）理学部応用物理学科卒業、日本IBM入社。1991年米国IBM本社国際ビジネス戦略コンサルタント。1998年日本IBMネットワークサービス事業部長。
1999年AT&Tグローバル・サービス代表取締役社長。2001年AT&T アジアパシフィック プレジデント、日本AT&T代表取締役社長。2003年日本テレコム専務執行役戦略企画本部長。2004年日本テレコム取締役執行役副社長。2005年ウィルコム代表取締役社長。2006年電気通信事業者協会副会長。
2007年SAPジャパン代表取締役社長。2008年京都情報大学院大学アドバイザー委員。2010年ワークスアプリケーションズ最高顧問。2011年イグレック取締役会長。2012年東京工業大学大学院生命理工学研究科非常勤講師。2015年内閣サイバーセキュリティセンター情報セキュリティ指導専門官、ワークスアプリケーションズ取締役最高顧問。
2016年イグレック取締役理事。2017年ワークスアプリケーションズ副社長執行役員、アルフレッサホールディングス取締役。2018年アルフレッサホールディングス取締役副社長、内閣府規制改革推進会議行政手続部会専門委員、経済産業省デジタルトランスフォーメーションに向けた研究会委員。2019年内閣府規制改革推進会議デジタルガバメントワーキング・グループ委員。2021年電算システム専務取締役執行役員DX事業本部長。2022年アクリート取締役監査等委員、ジーニーラボ取締役。2024年4月よりジオテクノロジーズ株式会社代表取締役CEO。